# テレゴネイア
『テレゴネイア』（ギリシャ語： Τηλεγόνεια, Tēlegoneia, ラテン語：Telegonia テレゴニア）は、古代ギリシアの叙事詩で、トロイア戦争を描いた叙事詩環の1つ。話の年代順にいうと『オデュッセイア』の後の話になる。古代の著作家たちは作者をスパルタのキナイトーン（Cinaethon of Sparta）としていたが、キューレーネーのエウガモーン（Eugammon of Cyrene）の『ムサイオス（Μουσαίος）』の剽窃だとする文献もある。全部で2巻から成り、ダクテュロス・ヘクサメトロス（長短短六歩格）で書かれている。しかし、わずかに断片が残っているだけである。

## 題名
古代において、この詩は『テスプローティス（Θεσπρωτίς, Thesprôtis）』と呼ばれることもあった。あるいはテスプローティアーを舞台とする『テレネゴイア』の第1巻の名称だった可能性もある。長大な叙事詩の独立したエピソードに名前をつけることは、ホメーロス叙事詩の読者によってしばしば行なわれており、たとえば『イーリアス』の第10歌には「ドローンの巻（Doloneia）」、『オデュッセイア』の最初の4歌は「テレマキア（Telemachy）」、オデュッセウスの黄泉下り（第11歌）は「ネキュイア（Nekyia）」として知られていた。
しかし、『テスプローティス』というまったく別の叙事詩があった、あるいは、いつの時代かに『テレゴネイア』と『テスプローティス』という2つの詩が『テレゴネイア』という名前で1つに編纂された可能性もある。しかし、研究者の多くはこの2つの仮説の可能性は薄いと考えている。

## 創作年代
『テレゴネイア』がいつ作られたかはわからない。著者とされるエウガモンの生地キューレーネーが建設されたのは紀元前631年だが、エウガモーンの前におそらく口承で物語られていた。さらに『オデュッセイア』の作者（普通はホメーロスとされる）が『テレゴネイア』の話の何らかのバージョンを知っていた可能性もある。逆に、『テレゴネイア』のテスプローティアーのエピソードとテーレゴノスの変わった槍は、『オデュッセウス』第11歌のテイレシアースの予言を基にして書かれた可能性もある
。エウガモーンの詩は紀元前6世紀頃に作られたと言われている。

## テキスト
『テレゴネイア』の原文はわずか2行しか残っていない。内容については、プロクロスの『Chrestomathy』に書かれた「叙事詩の環」の散文のあらすじに頼るしかない状況である。

## 内容
『テレゴネイア』は、オデュッセウスのテスプローティアーへの航海と、テーレゴノスという2つの異なるエピソードから成り立っている。物語は『オデュッセイア』の続きである。
- ペーネロペーの求婚者たちの埋葬。
- オデュッセウスはニュンペー（ニンフ）たちに生贄を捧げる。
- オデュッセウスはエーリスに向けて出航。エーリスでポリュクセノスを訪問。トロポーニオスの物語が描かれた杯を与えられる。
- オデュッセウスはイタケーに戻り、それからテスプローティアーへ旅に出る。おそらく『オデュッセイア』第11歌でテイレシアースに命じられた生贄を捧げるためであろう。
- テスプローティアーでオデュッセウスはその国の女王カリディケーと結婚し、子ポリュポイテースを得る。
- 隣国ブリュゲスとの戦争で、オデュッセウスはテスプローティアーのために戦う。神々も参戦し、アレースがオデュッセウスたちに味方し、敵にはかつてオデュッセウスの守護者だったアテーナーが味方する。アポローンが神々を仲裁する。しかし、カリディケーは戦死し、ポリュポイテースが王国を継承する。オデュッセウスはイタケーに戻る。
- 話は変わって、オデュッセウスと恋愛関係にあった魔女キルケー[3]が息子テーレゴノスを生んでいたことがわかる。「テーレゴノス（Τηλέγονος）」という名前は「遠く離れて生まれた」という意味である。
- テーレゴノスはキルケーの元、アイアイエー島で育てられる。
- アテーナーの忠告で、キルケーは息子に父親の名前を告げる。キルケーは息子に護身用の霊的な槍を与える。その槍は毒を持ったアカエイの針を先端につけ、鍛冶の神ヘーパイストスが作ったものである。
- テーレゴノスは父に会うため出発するが、嵐に遭い、イタケーに漂着する。しかし、テーレゴノスはそこがどこかわからない。
- テーレゴノスは略奪行為に及び、知らずにオデュッセウスの牛を盗もうとしだす。オデュッセウスはそれを阻止しようとする。争いが起こり、テーレゴノスの槍でオデュッセウスは死ぬ。『オデュッセイア』第11歌でテイレシアースは、オデュッセウスの死は「海から」もたらされると予言し、アカエイの毒で死んだことから、その予言は成就されたことになる。しかし、同じ予言で「なめらかに年老いた時に」オデュッセウスに「穏やかな死」が訪れるとあり、その点は逆になっている）[4]。なお、ソポクレースの失われた戯曲『エイの棘に刺されたオデュッセウス（Odysseus Acanthoplex）』では、オデュッセウスは不慮の事故で、テーレゴノスの手で死ぬと書かれていた。
- 瀕死のオデュッセウスとテーレゴノスは父子であることを知る。テーレゴノスは自分の過失を悲嘆する。
- テーレゴノスは父親の死体と一緒に、ペーネロペー、異母兄弟のテーレマコスをアイアイエー島に連れて行く。アイアイエー島でオデュッセウスを埋葬する。キルケーは全員を不死にし、テーレゴノスはペーネロペーと、テーレマコスはキルケーと結婚する。

## 解釈
オデュッセウスがテーレゴノスに殺されるという結末は『オデュッセイアー』第十一歌におけるテイレシアースの予言、「海からは離れたところで安らかな死が訪れる」と矛盾する。テレゴネイアを頭に入れて考えると「死は海から訪れる」と訳したくなるが、この物語は明らかにホメロスの関知せざるところに違いなく、上記の死にざまでは「安らかな死」とはいえず、テイレシアースの予言とは似ても似つかぬと古代ギリシア文学者の松平千秋は指摘している。

## 影響
1世紀の寓話作家ヒュギーヌスの『神話集』は、プロクロスのあらすじといくつかの点で異なる。
- オデュッセウスとテーレゴノスとの戦いに、テーレマコスも加わる。
- オデュッセウスは息子に用心しろという神託を受けていた。（ただし、この予言に従うとテーレマコスもイタケーから追放しなければならないことになる）。
- テーレゴノスをイタリアの名祖になった創設者イタロスの父、テーレマコスを「ラテン語」の名祖になったラティーノスの父としている。

多くのラテン語詩人たちがテーレゴノスを、エトルリアで最も強固で聖地でもあるパレストリーナの創設者にしている。
ダンテ・アリギエーリの『神曲』地獄篇の第8嚢で、オデュッセウスは自分の最期をダンテに語るが、水死したことになっている。ダンテが利用できたギリシアの文献はクレタのディクテュスのラテン語改訂版しかなかった。
オデュッセウスをめぐる多数のオペラの中で、テーレゴノスに基づいたものが1つだけある。カルロ・グルア（Carlo Grua）の『Telegone』（1697年、デュッセルドルフ初演）で、その中のアリア「Dia le mosse a miei contenti」は注目すべきものかも知れない。神々の干渉、悲劇的な死、ラストの複数の結婚が、オペラ・セリアの枠組みで調和して描かれている。